# Igor Rausis
Igor Rausis (* 7. April 1961 in Kommunarsk, Ukrainische SSR; † 28. März 2024), nach seiner zweiten Heirat Isa Kasimi, war ein Schachspieler.

## Karriere

### Laufbahn als Schachspieler
Igor Rausis begann seine Schachkarriere noch in der ukrainischen Teilrepublik der Sowjetunion. Mitte der 1980er Jahre ging er in die lettische Teilrepublik und spielte bis 2003 für Lettland, dessen Meisterschaft er 1995 gewann. In den Jahren 2003 bis 2007 spielte er für Bangladesch. Ab 2007 war er bei der FIDE für Tschechien gemeldet. Rausis erhielt im Jahr 1992 den Großmeistertitel. Für die lettische Nationalmannschaft spielte er dreimal (in den Jahren 1996, 1998 und 2002) bei der Schacholympiade sowie bei der Mannschaftsweltmeisterschaft 1993. Rausis war der Trainer der Nationalmannschaft der Vereinigten Arabischen Emirate; bei der Schacholympiade 2008 war er Trainer der Nationalmannschaft Bangladeschs, bei der Schacholympiade 2010 war er der Nationaltrainer Algeriens. In den Jahren 1985 und 1986 war er einer der ersten Trainer von Alexei Schirow und er hat auch den U-20 Juniorenweltmeister Ahmed Adly trainiert.
Rausis siegte oder belegte vordere Plätze in mehreren Turnieren: I.–III. Platz in Saint Martin (1991), I. Platz in Moskau (1992), I.–II. Platz in Viernheim (1992), I.–III. Platz in Las Palmas (1995), I.–II. Platz in Gausdal (1995), I. Platz in Enghien-les-Bains (1995), I. Platz in Jyväskylä (1996), I. Platz in Willsbach (1997), I.–II. Platz in Gausdal (2000), I.–VII. Platz in Kairo (2001), I.–IV. Platz in Gausdal (2002), I. Platz in Bad Bocklet (2002), I. Platz in Lienz (2003), I.–III. Platz in Bogny-sur-Meuse (2004), I–IV. Platz in Esbjerg (2006), II–III. Platz beim Keres Memorial in Tallinn (2008), II. Platz beim GM-Turnier Aluschta (2008), I. Platz in Uxbridge 2009 und 2010 und I. Platz beim Open in Dieppe 2010.
Rausis spielte in der tschechischen Extraliga seit 2007 für BŠŠ Frýdek-Místek, unterbrochen durch die Saison 2011/12, in der er für den ŠK Labortech Ostrava spielte. In der österreichischen Bundesliga wurde er mit dem SK Advisory Baden, für den er von 2006 bis 2009 spielte, in der Saison 2007/08 Mannschaftsmeister. In der deutschen Schachbundesliga spielte er in der Saison 1998/99 für den SC Viernheim und später in der 2. Liga für die zweite Mannschaft des Hamburger SK, den SV 03/25 Koblenz, den SC Schwegenheim und ab 2012 für den Godesberger SK. In Frankreich spielte er in der Nationale 1 für Orcher la Tour, mit dem er bis 2008 in der höchsten Spielklasse, der Top 16, spielte. In Belgien spielte er in der Saison 2004/05 für die zweite Mannschaft des KSK 47 Eynatten, in der Saison 2008/09 und erneut in der Saison 2013/14 für Cercle des Echecs de Charleroi, von 2009 bis 2013 spielte er für den KSK Rochade Eupen-Kelmis, bei dem er in der Saison 2015/16 erneut spielte.
| Die zur Anzeige dieser Grafik verwendete Erweiterung wurde dauerhaft deaktiviert. Wir arbeiten aktuell daran, diese und weitere betroffene Grafiken auf ein neues Format umzustellen. (Mehr dazu) |

### Betrugsvorwürfe und Karriereende
Rausis konnte im Zeitraum von 2010 bis 2019 seine Elo-Zahl von 2466 auf 2686 steigern. Anfang Juli 2019 lag er in der Weltrangliste auf Platz 53 und war der älteste Spieler unter den ersten 100 der Welt, was international Aufmerksamkeit hervorrief.
Am 11. Juli 2019 wurde bei einem Schachturnier in Straßburg auf den Toiletten ein Smartphone gefunden, das Rausis zugeordnet werden konnte. Rausis gab in der Folge zu, das Smartphone zur Partieanalyse im laufenden Wettbewerb benutzt zu haben.
Er kündigte an, keine weiteren Turniere mehr spielen zu wollen.
Unmittelbar zuvor hatte er in der Live-Elo-Liste, die auch zwischen den monatlichen Veröffentlichungen nach jeder Partie aktualisiert wird, Platz 40 erreicht. Ob sein genannter Leistungsanstieg auf regelmäßigen Betrug zurückzuführen war, ist unklar. Alternativ wurde diskutiert, dass er eine „Lücke“ der Wertungsordnung ausnutzte, bei der deutlich schwächere Gegner auf ein (virtuelles) Elo-Niveau um 400 Punkte unter der eigenen Wertzahl angehoben werden. Damit bringen auch Siege gegen nicht konkurrenzfähige Spieler einen (sehr geringen) Elo-Zuwachs, der bei großer Partienzahl die eigene Wertung deutlich verbessern hilft.
Am 5. Dezember 2019 wurde er von der Ethikkommission der FIDE für sechs Jahre gesperrt. Außerdem wurde ihm der Großmeistertitel entzogen.
Im Oktober 2020 nahm er unter seinem inzwischen angenommenen Namen Isa Kasimi an einem nicht zur Elo-Auswertung angemeldeten Schnellschach-Turnier in Valka teil. Dort wurde er von dem lettischen Großmeister Arturs Neikšāns erkannt und verließ nach dessen Protest freiwillig das Turnier.

## Leben
Igor Rausis wurde als Igor Kondylew (russ. Кондылев) geboren. Nach seiner Heirat mit der lettischen Großmeisterin Olita Rause nahm er deren Familiennamen in der Form Rausis an. Unter diesem Namen bestritt er die wesentlichen Phasen seiner Schachkarriere. Nach der Betrugsaffäre von 2019 wechselte er den Namen erneut und hieß nunmehr nach dem Namen seiner zweiten Ehefrau (Ajgul Kasimova) Isa Kasimi. Im Jahr 2003 wurde bei Rausis Krebs diagnostiziert. Seitdem nahm er Medikamente und unterzog sich ab 2018 einer Chemotherapie. Kasimi starb am 28. März 2024 im Alter von 62 Jahren.

## Partiebeispiel
|   | a | b | c | d | e | f | g | h |   |
| 8 |   |   |   |   |   |   |   |   | 8 |
| 7 |   |   |   |   |   |   |   |   | 7 |
| 6 |   |   |   |   |   |   |   |   | 6 |
| 5 |   |   |   |   |   |   |   |   | 5 |
| 4 |   |   |   |   |   |   |   |   | 4 |
| 3 |   |   |   |   |   |   |   |   | 3 |
| 2 |   |   |   |   |   |   |   |   | 2 |
| 1 |   |   |   |   |   |   |   |   | 1 |
|   | a | b | c | d | e | f | g | h |   |

In der folgenden Partie gewann Rausis mit den weißen Steinen in Hastings 1997/98 gegen den britischen späteren Weltklassespieler Luke McShane (damals knapp 14 Jahre alt).
Rausis–McShane 1:0
Hastings, 30. Dezember 1997
Königsindische Verteidigung (Vierbauernangriff), E76
1. d4 Sf6 2. c4 g6 3. Sc3 Lg7 4. e4 d6 5. f4 0–0 6. Sf3 Sa6 7. e5 Sd7 8. Le2 c5 9. exd6 exd6 10. 0–0 Te8 11. f5 cxd4 12. Sd5 Sc7 13. fxg6 hxg6 14. Lg5 Sf6 15. Sxf6+ Lxf6 16. Lxf6 Dxf6 17. Sxd4 Dg5 18. Lf3 Se6 19. Ld5 Te7 20. Sf3 Df6 21. Lxe6 Dxe6 22. Te1 Df6 23. Txe7 Dxe7 24. Dd4 Le6 25. b3 a6 26. a4 Tc8 27. Td1 Lf5 28. Te1 Dc7 29. Df6 Tf8 30. Sd4 Lc8 31. h3 Dd8 32. Te7 Db6 33. Kh2 Dc5 34. Te4 b5 35. cxb5 axb5 36. Sxb5 Lb7 37. Td4 Dc2 38. Tg4 Te8 39. Sxd6 Dc7 40. Th4 Dxd6+ 41. Dxd6 1:0

## Fernschach
In den 1990er-Jahren war Igor Rausis auch im Fernschach aktiv, er trug seit 1997 den Titel eines Internationalen Fernschachmeisters.